# Andrew Simmons

Andrew Simmons  né le 21 mai 1984 à Liss dans le Hampshire est un catcheur professionnel anglais connu sous le surnom de Andy Boy Simmonz. Il a commencé sa carrière avec la Frontier Wrestling Alliance le 20 janvier 2001. Il est atteint de la mucoviscidose.

## Palmarès
- British Real Attitude Wrestling League 
  - BRAWL Heavyweight Championship 1 fois

- Catch Wrestling Council 
  - CWC All-In Championship 1 fois

- Celtic Wrestling 
  - CW Tag Team Championship 1 fois avec Thomas Bassey

- European Wrestling Federation 
  - EWF trophy winner (2004)

- Frontier Wrestling Alliance
  - FWA Tag Team Championship 1 fois avec Duke of Danger

- International Pro Wrestling: United Kingdom 
  - IPW:UK Championship 2 fois

- Italian Championship Wrestling 
  - ICW Tag Team Championship 1 fois avec James Tighe

- National Championship Wrestling 
  - NCW European Championship 1 fois